# Oleiros (Spagna)
Oleiros è un comune spagnolo di 33.443 abitanti situato nella comunità autonoma della Galizia.

## Società

### Evoluzione demografica
Origine: INE